# 國道295號

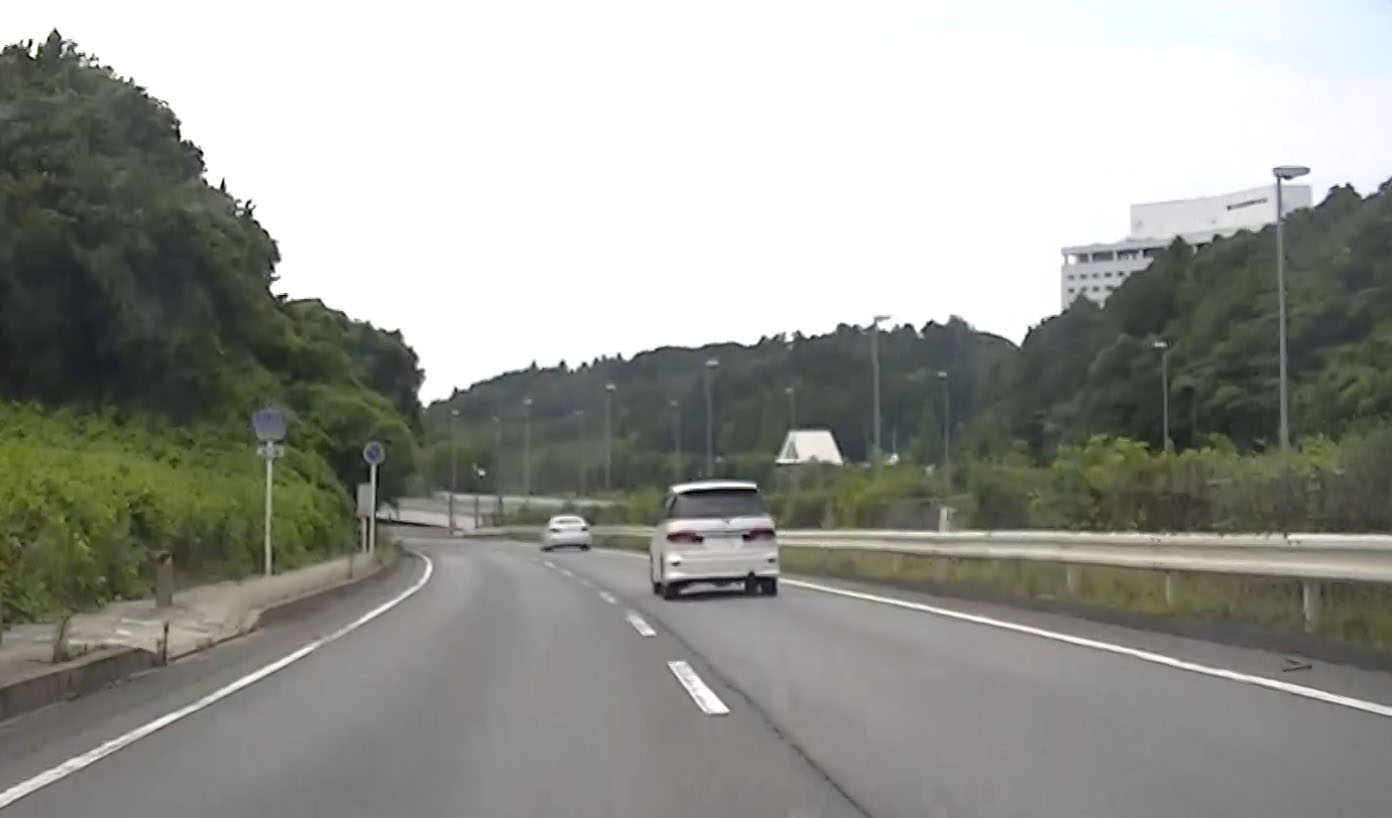
國道295號（2013年8月）

國道295號是日本千葉縣成田市內的 一般國道。

## 概要
- 陸上距離：5.8km
- 起點：千葉縣成田市（成田國際機場）
- 終點：千葉縣成田市（成田市、寺臺IC = 國道51號、國道408號起點）
- 指定區間：無

## 歷史
- 1970年4月1日：一般國道295號（千葉縣新東京國際機場～千葉縣成田市）指定。
- 1978年4月1日：一般國道295號（千葉縣新東京國際機場～千葉縣成田市）通車。
- 2004年4月1日：一般國道295號（千葉縣成田國際機場～千葉縣成田市）指定變更（距離不變更）。

## 行經市町村
- 千葉縣
  - 成田市

## 接續路線
- 千葉縣道·茨城縣道44號成田小見川鹿島港線（成田市取香）
- 新機場自動車道（成田IC）（成田市）
- 國道51號（成田市寺臺　寺臺IC）（終點）
- 國道408號（成田市寺臺　寺臺IC）（終點）

## 關連項目
- 關東地方道路列表
- 國道481號（大阪府泉佐野市。關西國際機場道路）